# Richard Jahnke
Ernst Wilhelm Richard Jahnke (* 28. März 1868 in Altdamm; † 9. Mai 1933 in Berlin) war ein deutscher Philologe, Schulleiter und Ministerialdirektor.

## Leben und Wirken
Nach dem Schulbesuch studierte Jahnke an der Universität Bonn, wo er 1891 promovierte. Seit dem Studium war er Mitglied des Philologischen Vereins Bonn im Naumburger Kartellverband. 1894 bis 1899 war er als Lehrer am Gymnasium in Elberfeld tätig. Danach wechselte er als Direktor an die Deutsche Schule nach Brüssel. Von 1904 bis 1911 leitete er das Realgymnasium in Lüdenscheid. Danach trat er in den preußischen Staatsdienst ein und war als Wirklicher Geheimer Oberregierungsrat und zuletzt Ministerialdirektor im Preußischen Ministerium für Wissenschaft, Kunst und Volksbildung in Berlin tätig. Er wurde zum Vorsitzenden des Deutschen Sprachvereins gewählt und setzte sich für die „Reinhaltung der deutschen Sprache“ ein.

## Werke (Auswahl)
- Antrittsrede des Direktors, 1905 Digitalisat
- Aus der Mappe eines Glücklichen. 3. Aufl., Leipzig, Berlin 1913.
- Werden und Wirken. Leipzig, 1908
- Es naht des Herbstes Zeit. Bielefeld 1924.
- Deutsch für Deutsche. Berlin-Schöneberg 1932.